# Carex banksii
Espèce
Classification phylogénétique
Carex banksii est une espèce de plantes du genre Carex et de la famille des Cyperaceae.